# Maláxa
Maláxa (en grec: Μαλάξα) est un village de Crète, en Grèce. Il est situé dans le nome de La Canée, à environ 10 kilomètres à l'est de La Canée. Sa population est de 178 habitants. Dans l'antiquité Maláxa appartenait à la sphère d'influence de Kydonia. Maláxa se trouve sur les contreforts des Lefká Óri et est séparée de La Canée par la plaine de La Canée.